# Dwunastu
Dwunastu (niem. Die Rauhnächte) – zwyczaj ludowy praktykowany dawniej przez niemieckich mieszkańców Nowej Marchii podczas 12-dniowego okresu pomiędzy Bożym Narodzeniem a Świętem Trzech Króli.
Według wierzeń ludowych w czasie Dwunastu na ziemi pojawiały się duchy zmarłych. Nie można było wówczas wykonywać hałaśliwych prac, wieszać bielizny ani gotować grochu i fasoli. Złamanie tych zakazów groziło sprowadzeniem chorób i śmierci.
Duże znaczenie nadawano snom które przyśniły się w tym okresie, a także stronie, na której otworzyło się śpiewnik w noworoczny poranek. Otworzenie strony z pieśnią żałobną wróżyło śmierć, na pieśni weselnej zbliżający się ślub, zaś na pieśni śpiewanej podczas chrztu narodziny dziecka.